# 62794 Scheirich
62794 Scheirich è un asteroide della fascia principale. Scoperto nel 2000, presenta un'orbita caratterizzata da un semiasse maggiore pari a 3,1531003 UA e da un'eccentricità di 0,1150079, inclinata di 3,61219° rispetto all'eclittica.